# Pátzcuaromeer
Het Pátzcuaromeer (Spaans: Lago de Pátzcuaro) is een Mexicaans meer, gelegen bij het plaatsje Pátzcuaro in de Mexicaanse deelstaat Michoacán de Ocampo. Het meer ligt in een endoreïsch bekken, hetgeen betekent dat het niet afwatert naar de zee. In het meer bevindt zich het eiland Janitzio.